# Pomatias raricosta
Pomatias raricosta é uma espécie de gastrópode  da família Pomatiasidae
É endémica de Espanha.